# Communauté de communes Leins Gardonnenque
Die Communauté de communes Leins Gardonnenque ist ein ehemaliger französischer Gemeindeverband mit der Rechtsform einer Communauté de communes im Département Gard in der Region Okzitanien. Sie wurde am 13. Dezember 2002 gegründet und umfasste 14 Gemeinden. Der Verwaltungssitz befand sich im Ort Saint-Geniès-de-Malgoirès.

## Historische Entwicklung
Mit Wirkung vom 1. Januar 2017 wurde der Gemeindeverband aufgelöst und seine Gemeinden auf die Communauté d’agglomération de Nîmes Métropole und die Communauté de communes Pays d’Uzès aufgeteilt.

## Ehemalige Mitgliedsgemeinden
1. Domessargues
2. Fons
3. Gajan
4. Mauressargues
5. Montagnac
6. Montignargues
7. Moulézan
8. Moussac
9. Parignargues
10. La Rouvière
11. Saint-Bauzély
12. Saint-Geniès-de-Malgoirès
13. Saint-Mamert-du-Gard
14. Sauzet